# دانشنامه موسیقی ملل گارلند
دانشنامهٔ موسیقی ملل گارلند (به انگلیسی: Garland Encyclopedia of World Music) یک دانشنامهٔ ده‌جلدی است که از سال ۱۹۹۸ توسط انتشارات گارلند منتشر می‌شود. پژوهشگران، این دانشنامه را منبعی معتبر در زمینهٔ موسیقی‌شناسی قومی دانسته‌اند. موضوع جلدهای آن به‌ترتیب از این قرار است: آفریقا، آمریکای جنوبی، ایالات متحده و کانادا، جنوب شرق آسیا، آسیای جنوبی، خاورمیانه، آسیای شرقی، اروپا، استرالیا و جزایر اقیانوسیه، و موسیقی جهان.